# Herb obwodu królewieckiego

Herb obwodu królewieckiego

Herb obwodu królewieckiego przedstawia w polu czerwonym otwartą srebrną blankowaną bramę zamkową z dwiema blankowanymi wieżami, pomiędzy którymi znajdują się złote inicjały E I pod koroną. W podstawie błękitne fale z pięcioma złotymi kulami.
Tarcza okolona wstęgą orderu Lenina. Na tarczy złota korona.
Herb został przyjęty 8 czerwca 2006 roku.
Złote inicjały nawiązują do pierwszej rosyjskiej okupacji Królewca w latach 1757–1763 za czasów panowania carycy Elżbiety (1741–1762), natomiast złote kule symbolizują bursztyn.